# Pérotin
Pérotin, tudi magister Perotinus magnus, francoski skladatelj, * okrog 1160, † okrog 1220, Pariz.
O njegovem življenju je znanega zelo malo, tudi datuma rojstva in smrti sta le domneva. O njegovih delih pa je pisal pripadnik šole Notre Dame, Anonymus IV. 
Pérotin je največji skladatelj obdobja ars antiqua. Bil je naslednik Léonina v katedrali Notre Dame in je revidiral njegovo zbirko Magnus Liber Organi, in njegove dvoglasne organume spreminjal v 3 ali 4-glasne organume. Pérotin je avtor prvih štiriglasnih skladb v evropski glasbi.
Med deli, za katera lahko z gotovostjo trdimo, da so njegova, je večina triglasnih organumov, najbolj znana pa sta 4-glasna organuma Viderunt omnes in Sederunt principes. Poleg liturgičnih organumov je skladal še conductuse v motetskem stilu.